# Jean-François Mattei
Pour les articles homonymes, voir Jean-François Mattéi et Mattéi.
Jean-François Mattei, né le 14 janvier 1943 à Lyon 3e, est un médecin et homme politique français. Ministre de la Santé de 2002 à 2004, il est membre de l'Institut de France et a été président de la Croix-Rouge française de 2004 à 2013 (deux mandats).

## Cursus
Jean-François Mattei est professeur de pédiatrie et de génétique médicale. Il a assuré les fonctions de directeur d'un département de génétique au centre hospitalier universitaire de Marseille et a été membre du Comité consultatif national d'éthique jusqu’en 1997.
Il est membre titulaire de l’Académie nationale de médecine depuis juin 2000, et a été conseiller d’État en service extraordinaire de 2004 à 2008.
Lors de la séance du 29 juin 2015, il est élu au fauteuil VI de la section Morale et sociologie, laissé vacant par le décès du professeur Raymond Boudon, de l'Académie des sciences morales et politiques.
Jean-François Mattei est président du conseil d'administration de l'Académie nationale de médecine.

## Fonctions électives
Le 4 décembre 1989, il est élu député dans la 2e circonscription des Bouches-du-Rhône à la faveur d'une élection partielle, afin de remplacer Jean-Claude Gaudin, élu au Sénat. Il est réélu en 1993, en 1997 et en 2002.
Son activité parlementaire étant principalement tournée vers la médecine et l'innovation technologique médicale. Ainsi, en plus de siéger à la commission des Affaires culturelles, sociales et familiales (désormais commission des Affaires sociales), il a été membre de la commission spéciale chargée d'examiner le projet de loi relatif à la bioéthique, membre de la mission d'information commune préparatoire au projet de loi de révision des « lois bioéthiques » et président du groupe d'études sur les applications des biotechnologies en génétique et problèmes éthiques à l'Assemblée nationale.
Il a détenu également un mandat de conseiller municipal de Marseille de 1983 à 2007, un de conseiller régional de Provence-Alpes-Côte d'Azur de 1997 à 2000, et un de conseiller général des Bouches-du-Rhône entre 1985 et 1997.

## Fonctions politiques
Membre de l'Union pour la démocratie française (UDF), il rejoint tout d'abord le Parti populaire pour la démocratie française (UDF-PPDF) du ministre des Affaires étrangères Hervé de Charette, avant de rallier Alain Madelin et Démocratie libérale (DL). Il a siégé au Conseil de l'Europe de 1997 à 2002 où il a participé au débat bioéthique européen. Il a empêché un débat sur le PACS en faisant voter une motion de rejet préalable.
Il est élu président du groupe parlementaire Démocratie libérale et Indépendants (DLI), au mois d'octobre 2000 après la démission de José Rossi. Le Groupe DLI provenait de la scission du groupe UDF intervenue en 1998.
Par la suite, il adhère à l'Union pour un mouvement populaire (UMP).
Il est réélu député lors des élections législatives de juin 2002, mais doit démissionner à la suite de sa confirmation dans le deuxième cabinet Raffarin.

## Ministre de la Santé
Le 7 mai 2002, deux jours après la réélection de Jacques Chirac à la présidence, Jean-François Mattei est nommé ministre de la Santé, de la Famille et des Personnes handicapées dans le premier gouvernement dirigé par Jean-Pierre Raffarin.
Comme les ministres issus de la société civile, il n'est pas reconduit le 31 mars 2004, lors de la formation du troisième gouvernement Raffarin après la sévère défaite aux élections régionales.

### Fin des médecins de garde et T2A
Deux principales réformes sous son mandat : la fin de la médecine de garde et la tarification à l'activité
Fin de l'affichage du numéro de téléphone des médecins de garde sur les pharmacies :"C’est un pilier de notre système qui s’est effondré. Parce qu'à partir de la fin des gardes, et bien les services des urgences sont devenus le seul endroit pour se soigner 24 heures sur 24 et 7 jours sur 7. Et la fréquentation de ces services a explosé"

### Canicule de 2003
Sa gestion controversée de la canicule de l'été 2003, qui causa 15 000 morts en France, a été l'un des faits marquants de son mandat.
On lui reproche de n'avoir pas pris la mesure du drame à temps, et de n'avoir pas pris les mesures d'urgence nécessaires en s'en prenant publiquement à son directeur de la santé et après avoir laissé sa conseillère santé partir en vacances, ne laissant personne de son cabinet pour piloter la crise. Sévèrement critiqué par les médias, le seul reproche qui demeure après les commissions d'enquête parlementaire est un entretien rassurant donné à la télévision en tenue décontractée. Il ne fera pas partie du gouvernement suivant. Il est alors nommé conseiller d’État en service extraordinaire (fonction non permanente).

## Président de la Croix-Rouge française
La canicule de 2003 ayant sonné le glas de sa carrière politique, il se présente, sous l'impulsion probable de Jacques Chirac à la présidence de la Croix-Rouge française.
Le 19 décembre 2004, il est élu président par les membres du conseil d'administration élus par l'Assemblée générale. Il est réélu en 2009. 
En 2013, bien que pouvant réglementairement solliciter un troisième mandat (3 mandats sont possibles et la limite d'âge est fixée à 72 ans par les statuts de la Croix-Rouge française), il ne se représente pas. 
Il est remplacé par le professeur Jean-Jacques Eledjam.
Il décide alors de se consacrer à la recherche et à la réflexion éthique dans le champ humanitaire en présidant le Fonds de dotation de la Croix-Rouge française.

## Ouvrages
- Environnement et humanités : les leçons d'une épidémie, collection Epître no 6, éd. des Célestins, 2020
- Questions de conscience, De la génétique au posthumanisme, éd. les Liens qui libèrent, 2017
- Où va l'humanité ?, avec Israël Nisand, éd. les Liens qui libèrent, 2013
- Santé, Égalité, Solidarité : Des propositions pour humaniser la santé, Springer, 2012
- Piccolo, le sage d'asco, Les Presses de la Renaissance, 2010
- Humaniser la vie : Plaidoyer pour le lien social, Florent Massot éd., 2009
- Questions d'éthique biomédicale, avec Jean-Robert Harlé, Pierre Le Coz, Perrine Malzac, Flammarion, 2008
- Quand l'amour ne renonce jamais Presses de la Renaissance, 2008
- L'Homme en quête d'humanité Presses de la Renaissance, 2007
- L'Urgence humanitaire et après, Hachette Littérature, 2005
- Santé sociale : ces absurdités qui nous entourent, éditions Anne Carrière, collection « Convictions », octobre 2001
- Sonate pour un clone, éditions des Presses de la Renaissance, Paris, 2001
- Le Génome humain, éditions du Conseil de l'Europe, Strasbourg, juin 2001
- Le Passeur d'univers, éditions Calman Lévy, 2000
- Le Diagnostic prénatal, Flammarion-Domino, 2000
- Sciences de la vie et de la terre, collège et lycée, deux volumes, Éditions de la Cité, 1998 et 1999
- De la médecine à la santé, Flammarion, 1997
- Le Chemin de l'adoption, éditions Albin Michel, 1997
- Philosophie, Éthique et Droit de la médecine, éd. PUF, 1997
- Les Droits de la vie, Odile Jacob, 1996
- L'Enfant oublié ou les folies génétiques, Albin Michel, 1994
- Enfants d'ici, enfants d'ailleurs, La Documentation française, 1994
- La Vie en question : Pour une éthique biomédicale, La Documentation française, 1994
- Pour en finir avec la politique mensonge, Éditions de la Table ronde, Paris, 1992
- Le Diagnostic prénatal, avec Yves Dumez, Doin éd., 1986
- Génétique et cytogénétique cliniques, Flammarion, 1976